# Giacomo Tomasi Caetani
Giacomo Tomassi Caetani (Anagni, 12 luglio ... – Roma, 1º gennaio 1300) è stato un francescano italiano, creato cardinale da Bonifacio VIII.

## Biografia
Il 17 dicembre 1295 fu nominato cardinale nel secondo concistoro di papa Bonifacio VIII con il titolo di San Clemente. A sue spese restaurò e arricchì la Basilica di San Clemente al Laterano: nel 1299 commissionò un tabernacolo che è tuttora visibile.
Sottoscrisse le bolle papali del 13 giugno 1296, del 15 maggio 1297 e del 20 giugno 1298.